# San Sebastiano e san Paolo apostolo, sant'Antonio abate e san Rocco, san Bernardino da Siena e un devoto, santa Chiara e due devote
 San Sebastiano e san Paolo apostolo, sant'Antonio abate e san Rocco, san Bernardino da Siena e un devoto, santa Chiara e due devote sono quattro dipinti del pittore veronese Francesco Morone, realizzati con la tecnica della pittura a tempera su tela. In origine dovevano far parte di un polittico realizzato per la chiesa o per il convento di santa Chiara di cui manca una Madonna col Bambino in trono centrale. Oggi l'opera, smembrata, è conservata nel museo di Castelvecchio a Verona.
Nonostante non si conosca la data di creazione, la critica, notando i chiari segni dell'influenza del padre Domenico, misti a rimembranze gotiche, colloca le quattro tele tra la produzione più giovanile del Morone, probabilmente di poco anteriore al 1498.
Entrarono nelle collezioni civiche veronesi nel 1871 dopo essere state parte della collezione Bernasconi.